# Meganoton yunnanfuana
Meganoton yunnanfuana är en fjärilsart som beskrevs av Clark 1924. Meganoton yunnanfuana ingår i släktet Meganoton och familjen svärmare. Inga underarter finns listade i Catalogue of Life.